# Charuta
Charuta (in russo Харута?) è un villaggio che appartiene al Zapoljarnyj rajon del Circondario autonomo dei Nenec, nella Russia europea del nord; è un'exclave nel territorio della Repubblica dei Komi.
Insieme ai terreni adiacenti e all'aeroporto di Charuta, il villaggio forma l'entità municipale «Consiglio del villaggio di Choseda-Chardskij». Si trova sulla riva sinistra del fiume Adz'va.